# Robert Russa Moton

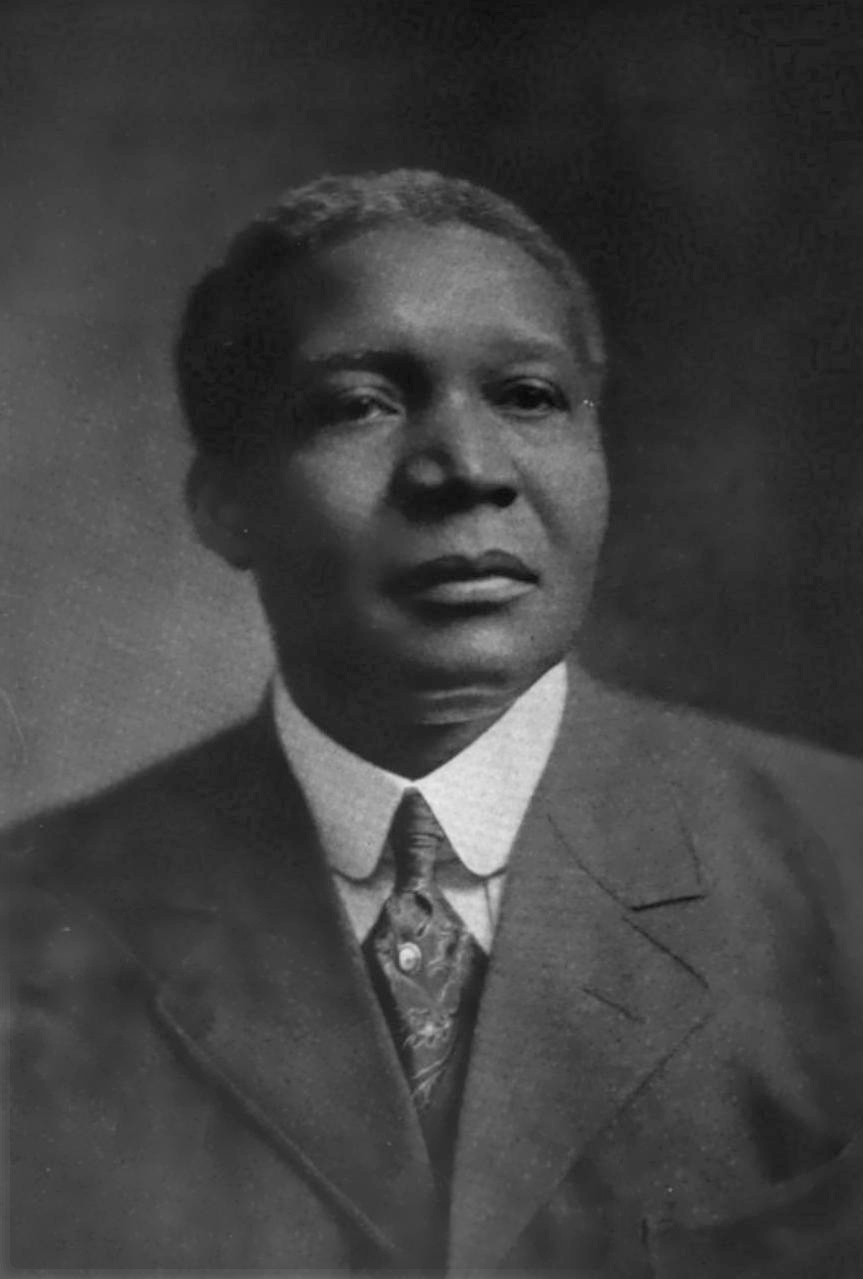
Robert Russa Moton

Robert Russa Moton (* 26. August 1867 in Amelia County, Virginia; † 31. Mai 1940 in Gloucester County, Virginia) war ein US-amerikanischer Pädagoge, Sozialreformer und Bürgerrechtler.

## Leben
Er war der Sohn der befreiten Sklaven Booker Moton und Emily Brown Moton, die beide auf der Plantage eines Weißen im Prince Edward County arbeiteten. Zunächst wurde er von seiner Mutter und der ältesten Tochter des Dienstherren seiner Eltern unterrichtet, bevor er eine Schule für schwarze Kinder besuchte. Nachdem er zwei Jahre lang als Holzfäller gearbeitet hatte, besuchte er die Hampton Agricultural and Industrial School, einen Vorgänger der heutigen Hampton University. Dort erhielt er 1890 seinen Abschluss und lag kurz darauf erfolgreich sein Staatsexamen ab.
Auf Veranlassung des Schulleiters Samuel C. Armstrong blieb Moton an der Universität und wurde 1891 zu einem Dekan („Commandant of Cadets“). Diesen Posten behielt er für die nächsten 25 Jahre und entwickelte sich in dieser Zeit unter dem Spitznamen „The Major“ zu einem geistigen Anführer der Afroamerikaner. 1900 übernahm er die Leitung der National Negro Business League; 1908 wurde er Trustee der Anna T. Jeanes-Stiftung; 1912 gründete er die Negro Organization Society of Virginia. Gemeinsam mit seinem Freund und Mentor Booker T. Washington vertrat er die Auffassung, dass Afroamerikaner sich durch Bildung einen höheren Status in der weißen Gesellschaft erkämpfen sollten. Aus diesem Grund bezogen sich viele ihrer Reformen auf die Schaffung neuer Bildungsmöglichkeiten für Schwarze. Zwar verurteilten sie die häufigen rassistischen Angriffe auf sie, unternahmen allerdings keine direkten politischen Kampagnen gegen den privilegierten Status der Weißen.
Als Washington 1915 an Herzinsuffizienz verstarb, übernahm Moton die Leitung des Tuskegee Institutes. Dieses ist einer der renommiertesten afroamerikanischen Bildungseinrichtungen. Er führte einige Reformen durch, z. B. führte er die liberal arts in das Curriculum und richtete Bachelorabschlüsse in Agrar- und Bildungswissenschaften ein. Dabei pflegte er stets den Kontakt zu den weißen Philanthropen aus den Nordstaaten, die die Hochschule finanzierten. Der Historiker Ronald L. Heinemann urteilt, dass Moton zwar nie aus dem Schatten Washingtons heraustreten konnte, er aber dennoch einen wichtigen Beitrag zum Tuskegee Institute geleistet habe.
Während des Ersten Weltkriegs assoziierte sich Moton mit der Bundesregierung und erreichte es, dass die Offiziersschule für Schwarze am Tuskegee Institute platziert werde. Einer seiner engsten Berater, Emmett Jay Scott, erhielt auf sein Treiben den Posten des Beraters für Rassen des Kriegsministers. Moton persönlich wurde 1918 vom Präsidenten Woodrow Wilson zu einem Komitee ernannt, dass den Dienst afroamerikanischer Soldaten an der Westfront evaluieren sollte. Dort verteidigte er die Soldaten vor unbegründeten Vergewaltigungsvorwürfen, brachte sie jedoch von Protesten gegen ihre Diskriminierung ab. Nach dem Krieg rief er die Nachfolger Wilsons privat dazu auf, sich öffentlich gegen das in den Südstaaten weit verbreitete Lynchen schwarzer Männer auszusprechen. Er war Vertrauter mehrerer Präsidenten, wurde zu mehreren Komitees ernannt und hielt als einziger Afroamerikaner eine Rede bei der Eröffnung des Lincoln Memorials 1922. Die von Moton vorbereitete Rede erklärte Lincoln zu einem Verfechter der Gleichheit zwischen Schwarzen und Weißen, ohne die die Nation keinen Fortbestand haben könne. Sie sei zur Hälfte privilegiert und zur anderen Hälfte unterdrückt. Er bezieht sich hierbei auf Lincolns berühmte House-Divided-Rede. Da diese Egalität noch nicht erreicht worden sei, zeuge die Statue von nationaler Scheinheiligkeit. Seine Rede unterlief allerdings einer Zensur, die den Protest gegen Ungleichheit strich. Stattdessen interpretierte Moton in der eigentlichen Rede wie die weißen Redner Lincoln als ein Symbol nationaler Einheit zwischen den Nord- und Südstaaten. Die Afroamerikaner stellt er als loyale Bürger dar, die mit ihren weißen Brüdern Lincolns Arbeit erfolgreich abschließen wollten. Außerdem verfasste er neben einer Autobiographie das Buch What the Negro Thinks, in dem er auf die alltägliche Diskriminierung der Afroamerikaner eingeht.
1905 heiratete er Elizabeth Hunt Harris, die im folgenden Jahr verstarb. 1908 heiratete er die Pädagogin Jennie Dee Booth, mit der er fünf Kinder hatte. Dazu gehört die Beamtin Charlotte Moton Hubbard.
Moton ging 1935 in den Ruhestand und verstarb fünf Jahre später in seinem Haus in Gloucester County, Virginia. Sein Grab liegt in der Hampton University. Schon zu seinen Lebzeiten war er mehrfach durch verschiedene Preise, darunter die Spingarn Medal, für seinen Einsatz für die afroamerikanische Minderheit geehrt worden. Heute ist Moton eine großenteils vergessene Figur, die oft als eine Art Onkel Tom und als Inspiration für den antagonistischen Schuldirektor Dr. Bledsoe in Ralph Ellisons Der unsichtbare Mann gewertet wird. Der Historiker Adam Fairclough beschreibt Moton als ein Erbe Washingtons „Tuskegee-Idee“, die den Afroamerikanern harte Arbeit und Freundschaft mit den Weißen predigte. Besonders ab den 1910ern sei Moton allerdings, wenn auch nur primär hinter verschlossenen Türen, verstärkt und offensiver für die Rechte der Schwarzen eingetreten, beispielsweise durch Proteste gegen Lynchmorde vor mehreren Präsidenten. Seine Abhängigkeit von weißen Sponsoren habe ihn allerdings teils paralysiert. Mehrere Schulen für Schwarze wurden nach ihm benannt. Eine davon, das heutige Robert Russa Moton Museum im Prince Edward County, war eine der Ursachen der Grundsatzentscheidung Brown v. Board of Education, in der die Rassentrennung an öffentlichen Schulen verboten wurde. Heute ist es als National Historic Landmark designiert.

## Werke
- Finding A Way Out: An Autobiography Doubleday, Page and Company, New York 1920
- What the Negro Thinks Doubleday, Page and Company, New York 1929